# زهیر بن ابی سلمی

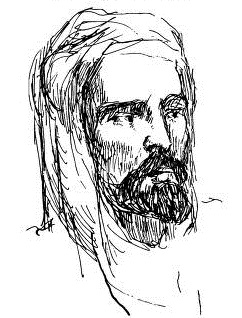
نگاره‌ای از زهیر بن أبی سلمی - ۱۹۶۷

 زهیر بن أبی سلمی  فرزند ربیعة (... - ۱۳ ق. هـ _ ... - ۶۰۹ م).، نام کامل وی: ( زهیر بن أبی سُلمی ربیعة بن ریاح بن قرّة بن الحارث بن إلیاس بن نصر بن نزار، المزنی، من مضر ) .
حکیم شعراء عرب در عصر جاهلیت . وی در بلاد «مزینة» در نزدیکی شهر مدینه تولد شده‌است، در منطقهٔ «الحاجر» از توابع نجد ساکن بوده‌است.
«زهیر» یکی از معروفترین شاعران عرب جاهلی است. وی از فحول شعرای عرب بلکه از متقدمین آنهاست، وی یکی از مشهورترین شعراء (المُعَلقات السَبعَة)یعنی «اصحاب معلقات سبعه» است. و (اصحاب معلقات سبعه) هفت تن از شاعران روزگار جاهلیت عرب بودند که هر یک قصیده‌ای غراسرودند و برحسب رسم معمول آن دوران آن‌ها را از در کعبه بیاویختند که واردشوندگان آن‌ها را ببینند و مایه ٔ شهرت و افتخار آنان گردد، و همین قصاید است که در السنه ٔ اهل علم به (سبعه ٔ معلقه) و (معلقات سبعه) مشهور است.
- این چند بیت از مطلعهٔ معلقهٔ مشهور « زهیر بن أبی سلمی» که به معلقهٔ (أَمِنْ أُمِّ أَوْفَی ) معروف است:

## مطلع معلقه
| أَمِنْ أُمِّ أَوْفَی دِمْنَةٌ لَمْ تَكَلَّمِ     |  | بِحَوْمَانَةِ الدُّرَّاجِ فَالمُتَثَلَّمِ         |
| وَدَارٌ لَهَا بِالرَّقْمَتَيْنِ كَأَنَّهَا     |  | مَرَاجِيْعُ وَشْمٍ فِي نَوَاشِرِ مِعْصَمِ        |
| بِهَا العِيْنُ وَالأَرْآمُ يَمْشِينَ خِلْفَةً |  | وَأَطْلاؤُهَا يَنْهَضْنَ مِنْ كُلِّ مَجْثَمِ       |
| وَقَفْتُ بِهَا مِنْ بَعْدِ عِشْرِينَ حِجَّةً    |  | فَلأيَاً عَرَفْتُ الدَّارَ بَعْدَ تَوَهُّمِ       |
| أَثَافِيَ سُفْعاً فِي مُعَرَّسِ مِرْجَلِ      |  | وَنُؤْياً كَجِذْمِ الحَوْضِ لَمْ يَتَثَلَّم       |
| فَلَمَّا عَرَفْتُ الدَّارَ قُلْتُ لِرَبْعِهَا   |  | أَلاَ أَنْعِمْ صَبَاحاً أَيُّهَا الرَّبْعُ وَاسْلَمِ |
| تَبَصَّرْ خَلِيْلِي هَلْ تَرَی مِنْ ظَعَائِنٍ   |  | تَحَمَّلْنَ بِالْعَلْيَاءِ مِنْ فَوْقِ جُرْثُمِ      |
| جَعَلْنَ القَنَانَ عَنْ يَمِينٍ وَحَزْنَهُ    |  | وَكَمْ بِالقَنَانِ مِنْ مُحِلٍّ وَمُحْرِمِ        |
| عَلَوْنَ بِأَنْمَاطٍ عِتَاقٍ وكِلَّةٍ        |  | وِرَادٍ حَوَاشِيْهَا مُشَاكِهَةُ الدَّمِ        |
| وَوَرَّكْنَ فِي السُّوبَانِ يَعْلُوْنَ مَتْنَهُ  |  | عَلَيْهِنَّ دَلُّ النَّاعِمِ المُتَنَعِّمِ         |
| بَكَرْنَ بُكُورًا وَاسْتَحْرَنَ بِسُحْرَةٍ     |  | فَهُنَّ وَوَادِي الرَّسِّ كَالْيَدِ لِلْفَمِ       |
| وَفِيْهـِنَّ مَلْهَیً لِلَّطِيْفِ وَمَنْظَرٌ      |  | أَنِيْقٌ لِعَيْنِ النَّاظِرِ المُتَوَسِّمِ        |
| كَأَنَّ فُتَاتَ العِهْنِ فِي كُلِّ مَنْزِلٍ    |  | أَنِيْقٌ لِعَيْنِ النَّاظِرِ المُتَوَسِّمِ        |
| كَأَنَّ فُتَاتَ العِهْنِ فِي كُلِّ مَنْزِلٍ    |  | نَزَلْنَ بِهِ حَبُّ الفَنَا لَمْ يُحَطَّمِ        |
| فَلَمَّا وَرَدْنَ المَاءَ زُرْقاً جِمَامُهُ   |  | وَضَعْنَ عِصِيَّ الحَاضِرِ المُتَخَيِّمِ         |

## زندگی
«زهیر» در قبیلهٔ (بنی غطفان) دیده به جهان گشود، دو بار از این قوم ازدواج کرد، بار أول زنی به نام «أمّ أَوفی» که نامی وی در مطلع معلقه آمده‌است:
| أمِن أمّ أَوفی دمنةٌ لمْ تكلّم |  | بحوْمانَةِ الدرّاج فالمتثلّم ِ |

اما به سبب مرگ فرزندان وی از این زن، او را طلاق داد، و کبشة بنت عمّار بزنی گرفت و از او صاحب دوپسر بنام‌های: «کعب» و «بجیر» این دو نیز شاعر بودند.
در بعضی روایات آمده‌است که «زهیر» قریب به صدسال عمر آورده‌است، چنانکه تاریخ نویسان از شعری که در مورد سبب آغاز جنگ داحس والغبراء سروده‌است، تخمین زده‌اند که زهیر در سال ۵۳۰ میلادی زاده شده‌است. أما سال مرگ وی مابین سال‌های ۶۱۱ و ۶۲۷ مبلادی ترجیح می‌دهند.
وی یکی از شعراء بزرگ دوران جاهلیت بود و به حکیم شعراء عرب شهرت یافته بود.